# Список участников первого русского кругосветного плавания
Первое русское кругосветное плавание было предпринято в 1803—1806 годах на кораблях «Надежда» и «Нева» под командованием Ивана Крузенштерна и Юрия Лисянского соответственно. Плавание стало важной вехой в истории России, в развитии её флота, оно внесло значительный вклад в изучение мирового океана, многие отрасли естественных и гуманитарных наук. Экспедиция включала 84 человека на шлюпе «Надежда» и 53 человека на шлюпе «Нева»; кроме того, на «Надежде» находилась свита посланника в Японию — Николая Резанова, пятеро японцев, которых возвращали на родину, а также представители купечества. В 1805 года с Камчатки для посольства в Японию был также взят почётный караул.

## Шлюп «Надежда»

### Офицеры и унтер-офицеры
- Начальник экспедиции — капитан-лейтенант Иван Крузенштерн.
- Помощник командира — старший лейтенант Макар Ратманов.
- Лейтенанты — Фёдор Ромберг, Пётр Головачёв, Ермолай Левенштерн.
- Мичман — барон Фаддей Беллинсгаузен.
- Штурман Филипп Каменнщиков.
- Подштурман Василий Сполохов.
- Судовой врач — Карл Эспенберг.
- Помощник врача — Иван Сидгам.
- Сержант, пожалованный в лейтенанты — артиллерист Алексей Раевский.
- Кадеты Сухопутного Кадетского Корпуса: Отто Коцебу, Мориц Коцебу.
- Гардемарин Григорий Бистрам (только до Дувра).
- Клерк Григорий Чугаев.

### Научная команда
- Астроном — Иоганн Горнер.
- Натуралист — Вильгельм Тилезиус.
- Натуралист — Григорий Лангсдорф.

### Рядовые
- Парусный мастер Павел Семенов.
- Плотничный десятник Тарас Гледианов.
- Плотник Кирилл Щёкин.
- Конопатный десятник Евсевий Паутов.
- Конопатчик Иван Вершинин.
- Купор (специалист по укупорке грузов в бочки и ящики) Пётр Яковлев.
- Бомбардиры: Никита Жегалин, Артемий Карпов.
- Слесарь Михаил Звягин.
- Подшкипер Василий Задорин.
- Боцман Карп Петров.
- Квартирмейстеры: Иван Курганов, Евдоким Михайлов, Михаил Иванов, Алексей Федотов.
- Матросы 1-й статьи: Резеп Баязитов, Юмангул Гомпеев, Клим Григорьев, Иван Елизаров, Перфилий Иванов, Искелда Истреков, Григорий Конобеев, Алексей Красильников, Иван Яковлев 1-й, Спиридон Ларионов, Мартимиян Мартимиянов, Егор Мартюков, Иван Михайлов 1-й, Куприян Семёнов, Николай Степанов, Даниил Филиппов, Василий Фокин, Филипп Харитонов, Иван Яковлев 2-й, Егор Черных.
- Матросы 2-й статьи: Филипп Быченков, Егор Григорьев, Дмитрий Иванов, Сергей Иванов, Иван Логинов, Иван Михайлов 2-й, Матвей Пигулин, Ефим Степанов, Фёдор Филиппов, Иван Щитов.
- Денщики: Степан Матвеев (у Крузенштерна), Иван Андреев (у Ратманова).

### Свита посланника Резанова
- Камергер Николай Петрович Резанов — посол в Японии.
- Майор Ермолай Фридериций.
- Гвардии поручик граф Феодор Толстой.
- Надворный советник Феодор Фос.
- Живописец Степан Курляндцев.
- Доктор медицины и ботаники Феодор Бринкин.
- Повар Иоганн Нейман.
- Приказчик Российско-Американской компании Феодор Шемелин.
- Лакей посла Резанова — Александр [фамилия неизвестна].

### Почётный караул с Камчатки
- Капитан Иван Фёдоров.
- Поручик Дмитрий Кошелев.
- Унтер-офицеры — Кузнецов, Дорофеев.
- Барабанщик — Беллой.
- Рядовые: Рудой, Караулов, Червеников, Вербицкий, Васильев.

### Прочие лица на борту
- Промышленники, следующие до Камчатки: Воробьёв, Монаков, Кульянин, Андреев, Зорин, Новоселов, десятник Денисов.
- Японцы: Пётр Киселёв (до Камчатки); в Японию возвращались — Цудаю, Сахэй, Тадзюро и Гихэй.

## Шлюп «Нева»

### Офицеры и унтер-офицеры
- Капитан-лейтенант Юрий Лисянский — командир корабля.
- Лейтенанты — Павел Арбузов, Пётр Повалишин.
- Мичманы — Фёдор Коведяев, Василий Берг.
- Штурман — Данило Калинин.
- Подштурман — Федул Мальцов.
- Доктор — Мориц Либанд.
- Подлекарь — Алексей Мутовкин.
- Корабельный подмастерье — Иван Корюкин.
- Иеромонах Гедеон (до Кадьяка).
- Приказчик Российско-Американской компании Николай Коробицын.
- Боцман Пётр Русаков.
- Квартирмейстеры Осип Аверьянов, Семён Зеленин, Пётр Калинин.

### Рядовые
- Матросы 1-й статьи: Василий Маклышев, Иван Попов, Фадей Никитин, Пётр Борисов, Ульян Михайлов, Иван Гаврилов, Андрей Худяков, Михайло Шестаков, Александр Потяркин, Василий Иванов, Пётр Сергеев, Федот Филатьев, Бик Мурза Юсупов, Емельян Кривошеин, Андрей Володимиров, Иван Андреев, Илья Иванов, Василий Степанов, Митрофан Зеленин, Егор Саландин, Амир Мансуров, Дмитрий Забыров.

- Матросы 2-й статьи: Ларион Афанасьев, Родион Епифанов, Потап Квашнин, Иван Васильев, Иван Алексеев.

- Канониры: Федор Егоров, Моисей Колпаков.

- Десятник — Терентий Неклюдов

- Парусный мастер — Степан Вакурин

- Купор (специалист по укупорке грузов в бочки и ящики) — Павел Помылев.

## Потери

### На шлюпе «Надежда»
- Повар посланника Резанова Иоганн Нейман скончался от туберкулёза.
- Лейтенант Головачёв застрелился во время стоянки у острова Св. Елены[1].

### На шлюпе «Нева»
Список по материалам РГАВМФ:
- Матросы Артемий Павлов и Андрей Иванов убиты при штурме Ситки. Раненный там же Иван Сергеев умер на следующий день[3].
- 13 матросов и офицеров получили различные ранения во время военных действий на Аляске.
- Матрос Степан Коноплёв умер от дизентерии во время прохождения Зондского пролива 5 марта 1806 года[4].
- 21 июля 1806 года скончался матрос Иван Горбунов, раненный в грудь ещё во время русско-шведской войны 1788—1790 годов[5].